# Chuyến bay 277 của Iran Air
Chuyến bay 277 của Iran Air là chuyến bay theo lịch trình của Iran Air từ Sân bay quốc tế Mehrabad, Tehran đến Sân bay Urmia, Iran. Vào ngày 9 tháng 1 năm 2011, chiếc Boeing 727 khai thác chuyến bay này bị rơi sau khi việc tiếp cận sân bay Urmia bị hủy bỏ trong thời tiết xấu. Trong số 105 người trên máy bay, 78 người đã thiệt mạng. Cuộc điều tra chính thức kết luận rằng việc máy bay bị đóng băng và quản lý động cơ không đúng cách của phi hành đoàn đã dẫn đến 2 động cơ của máy bay bốc cháy, khiến máy bay mất độ cao và rơi xuống đất.

## Máy bay
Máy bay gặp nạn là một chiếc Boeing 727-286Adv 3 động cơ được đăng ký là EP-IRP với số sê-ri 20945. Kể từ khi được giao cho Iran Air vào năm 1974, máy bay đã hoạt động được 18 năm. Nó đã bị tịch thu tại Baghdad, Iraq từ năm 1984 đến năm 1990, được đưa vào kho từ năm 1991 đến năm 2002. Sau đó, nó đã được đại tu và đưa trở lại hoạt động.

## Phi hành đoàn
Cơ trường là Fereydoun Dadras, 50 tuổi, người có tổng cộng 7.878 giờ bay, với 3.322 giờ trên máy bay Boeing 727, bao gồm 2.087 giờ với tư cách là cơ trưởng. Cơ phó là Mohammad Reza Qarehtapeh, 30 tuổi, người có tổng cộng 600 giờ bay, với 386 giờ trên máy bay Boeing 727. Kỹ sư bay là Morteza Rastegar, 55 tuổi, đã có tổng cộng 8.232 giờ bay trên máy bay Boeing 727.

## Tai nạn
Chuyến bay 277 đã cất cánh từ sân bay quốc tế Mehrabad, Tehran, lúc 18:15 theo giờ địa phương (15:15 UTC ), chậm hơn hai giờ so với dự kiến do thời tiết xấu tại điểm đến.
Vào khoảng 19:00 theo giờ địa phương (16:00 UTC), khi đang tiếp cận sân bay Urmia, phi hành đoàn đã tiếp cận hụt và thông báo ý định quay trở lại Tehran. Vào thời điểm đó, thời tiết tại Urmia rất xấu, với những đám mây thấp nhất ở độ cao 1.500 ft (460 m), tầm nhìn 800 mét (2.600 ft) trong điều kiện tuyết dày.
Chuyến bay đã bị mất liên lạc ngay sau đó. Máy bay đã bị rơi gần làng Tarmani , cách sân bay Urmia khoảng 15 km về phía đông nam, vỡ thành nhiều phần. Trong số 96 hành khách và 9 phi hành đoàn trên máy bay, chỉ có 27 người sống sót.